# Saint-Mars-la-Réorthe

Saint-Mars-la-Réorthe este o comună în departamentul Vendée, Franța. În 2009 avea o populație de 862 de locuitori.